# Daniella Alonso

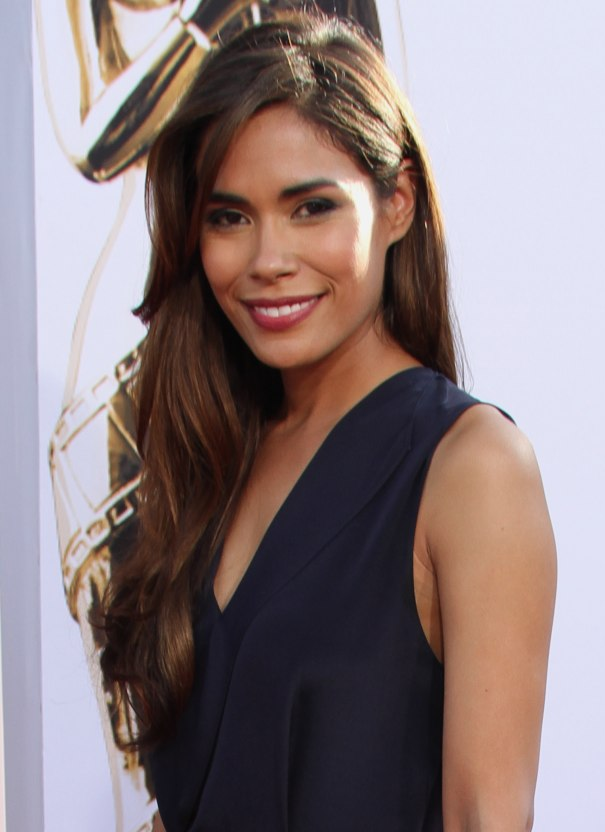
Daniella Alonso, 2014.

Daniella Alonso, född 22 september 1978 i New York i New York, är en amerikansk skådespelare.
Hon har varit med i bland annat One Tree Hill, CSI: Miami, CSI: NY, Law and Order och Friday Night Lights. År 2019 började hon spela huvudrollen som Cristal Jennings i den tredje säsongen av Dynasty.
År 2019 rollbesätts hon i serien Dynasty och ersatte Ana Brenda Contreras i rollen som Cristal Jennings.